# Comuna Dărmănești, Dâmbovița
Dărmănești este o comună în județul Dâmbovița, Muntenia, România, formată din satele Dărmănești (reședința) și Mărginenii de Sus. Comuna se află în estul județului și este traversată de șoseaua națională DN72 ce leagă orașele Ploiești și Târgoviște.
Comuna este așezată în nordul Câmpiei Române și aparține zonei Subcarpaților Munteni, în partea central esticǎ a județului Dâmbovița, la limita cu județul Prahova, pe axa Târgoviște-Ploiești. Comuna Dărmănești este situată la 30 km de Târgoviște, la 16 km de Moreni și la 18 km de Ploiești.
La sfârșitul secolului al XIX-lea, comuna făcea parte din plasa Filipești a județului Prahova, era formată din satele Brătășanca-Ungureni, Dărmănești și Ezeni, cu o populație totală de 1896 de locuitori, de etnie română, bulgară și romă. În comună funcționau 3 mori de apă pe iazul Budeasca, 2 biserici (la Brătășanca și Dărmănești) și o școală mixtă cu 77 de elevi (din care 2 fete), înființată în 1868. Celălalt sat ce compune astăzi comuna, Mărginenii de Sus, era pe atunci reședința unei comune de sine stătătoare, aflată în aceeași plasă, și formată din satele Brătășanca-Ungureni, Mărginenii de Sus și Olari, cu 800 de locuitori. În comună funcționa o singură biserică, construită în 1861, și o școală cu 50 de elevi (dintre care 6 fete).
În 1925, comuna Dărmănești făcea parte din aceeași plasă, și avea o populație de 2567 locuitori. Comuna Mărginenii de Sus fusese desființată și inclusă în comuna Mărgineni, împreună cu satele Brătășanca și Mărginenii de Jos.
În 1950, a fost inclusă în raionul Ploiești al regiunii Prahova și apoi (după 1952) al regiunii Ploiești. În 1968, la reînființarea județelor, comuna a fost transferată județului Dâmbovița și a căpătat alcătuirea actuală, primind și satele Mărginenii de Sus și Vlădeni. În 2003, satul Vlădeni s-a separat, formând o comună de sine stătătoare.

## Demografie
Componența etnică a comunei Dărmănești
     Români (92,67%)
     Alte etnii (0,81%)
     Necunoscută (6,52%)
Componența confesională a comunei Dărmănești
     Ortodocși (87,91%)
     Creștini după evanghelie (3,45%)
     Alte religii (1,74%)
     Necunoscută (6,9%)
Conform recensământului efectuat în 2021, populația comunei Dărmănești se ridică la 4.433 de locuitori, în scădere față de recensământul anterior din 2011, când fuseseră înregistrați 4.810 locuitori. Majoritatea locuitorilor sunt români (92,67%), iar pentru 6,52% nu se cunoaște apartenența etnică. Din punct de vedere confesional, majoritatea locuitorilor sunt ortodocși (87,91%), cu o minoritate de creștini după evanghelie (3,45%), iar pentru 6,9% nu se cunoaște apartenența confesională.

## Politică și administrație
Comuna Dărmănești este administrată de un primar și un consiliu local compus din 13 consilieri. Primarul, Valentin Mihalache[*], de la Partidul Național Liberal, este în funcție din 2016. Începând cu alegerile locale din 2024, consiliul local are următoarea componență pe partide politice:
|  | Partid                          | Consilieri | Componența Consiliului | Componența Consiliului | Componența Consiliului | Componența Consiliului | Componența Consiliului | Componența Consiliului | Componența Consiliului | Componența Consiliului |
|  | ------------------------------- | ---------- | ---------------------- | ---------------------- | ---------------------- | ---------------------- | ---------------------- | ---------------------- | ---------------------- | ---------------------- |
|  | Partidul Național Liberal       | 8          |                        |                        |                        |                        |                        |                        |                        |                        |
|  | Alianța Dreapta Unită           | 2          |                        |                        |                        |                        |                        |                        |                        |                        |
|  | Partidul Social Democrat        | 2          |                        |                        |                        |                        |                        |                        |                        |                        |
|  | Alianța pentru Unirea Românilor | 1          |                        |                        |                        |                        |                        |                        |                        |                        |

## Personalități născute aici
- Vasile Crețoiu (1899 - 1978), actor.